# Donna (Marina Rei)
Donna è il secondo album di Marina Rei, pubblicato nel 1997.

## Il disco
Dalla critica è stato definito come “un ritratto molto intimo dell'universo femminile e della vita di tutti i giorni che sprigiona la passione di Marina per il rhythm and blues, il funky e la musica nera”. Questo disco si distacca di poco dal precedente, mantenendo le sonorità black della collaborazione con Frank Minoia, e risulta impreziosito da un'altra collaborazione col celebre sassofonista Michael Brecker.
Pubblicato dopo la partecipazione al Festival di Sanremo 1997 con il brano Dentro me (nel cui video appare il famoso ballerino Daniel Ezralow), l'album riuscì ad arrivare alla posizione #15 della classifica italiana, e risultò 40° nella graduatoria dei dischi più venduti dell'anno, ottenendo due dischi di platino e superando le 200 000 copie vendute.
Il terzo singolo Primavera (uscito dopo Donna), nel cui videoclip Marina è affiancata da Margherita Buy e da un giovane Dario Cassini, raggiunse il 10º posto e risultò 82º posto come singolo più venduto del 1997, vincendo il “Disco per l’estate”: il brano, cover di You Are To Me Everything dei The "Real Thing" (gruppo britannico anni Settanta), è diventato ormai un classico della musica leggera italiana.
Il disco è stato inoltre recensito positivamente dalla rivista musicale americana Billboard. Ciò nonostante, sembra essere quello meno apprezzato dai fans più accaniti nonché dalla stessa Rei, che nella sua biografia ufficiale scrive: “Ai tempi del secondo album, “Donna” (1997), il meccanismo discografico si era già fatto impegnativo e logorante, sottraendole tempo ed energie alla scrittura di testi e musica, alla ricerca d'un suono appropriato e che le rispondesse. Marina inizia a non condividere a pieno le scelte della casa discografica, tra queste – la più sofferta – quella di una seconda partecipazione al Festival di Sanremo”.

## Tracce
1. Musica
2. Dentro me
3. È tardi ormai
4. Donna
5. Due come noi
6. Sono mia
7. Primavera (liberamente tratto dal brano dei The Real Thing "You To Me Are Everything")
8. La voce del cuore
9. Mondo bisogno
10. Lei
11. Le parole dell'amore
12. La faccia che ho